# Мир Уэйна 2
«Мир Уэйна 2» — кинофильм, комедия режиссёра Стивена Серджика. Как и в предыдущей картине сюжет основан на «скетче Майка Майерса в передаче Saturday Night Live (NBC) и на пародировании известных фильмов: Тельма и Луиза», «Поле его мечты», «The Doors» и других.

## Сюжет
Прошёл год после событий предыдущего фильма. Уэйн и Гарт организуют в городке Орора (Иллинойс) ночной клуб «Товарищ», оформленный под эстетику соцреализма и имеют успех. Уэйн и рок-певица Кассандра любят друг друга, но у очаровательной певицы появляется новый продюсер Бобби Кан, который предлагает записать ей альбом и заодно пытается отбить её у Уэйна. Между Уэйном и Кассандрой, после сцены ревности, возникает размолвка, и девушка уезжает с Бобби.
У Уэйна начинаются видения, принимающие облик полуголого молчаливого индейца, провожатого в загадочную пустыню. Там Уэйн встречается с самим покойным Джимом Моррисоном, который велит ему организовать концерт. Уэйн проникается верой в успех и всем говорит «мы построим и они придут» (отсылка к картине «Поле его мечты»). У знакомых и друзей Уэйна нет никакой уверенности, что «Уэйнсток» соберёт публику и исполнителей, но Уэйн и Гарт начинают подготовку и рекламную кампанию. Билеты на «Уэйнсток» никто не покупает и организаторы теряют оптимизм.
Перед самым концертом Уэйна снова посещает видение, и он бросается к любимой девушке. В самый последний момент Уэйн останавливает свадебную церемонию Кассандры и Бобби. Помирившиеся Уэйн и Кассандра поспевают к началу концерта. Публика неожиданно собралась. Гарт и его друзья тянут время как могут, но исполнителей всё нет и нет. В самый последний момент рядом со сценой появляется лимузин, из которого выходят музыканты Aerosmith. Картина заканчивается исполнением группой композиции Shut Up and Dance (en).

## В ролях
| Актёр           | Роль                                   |
| --------------- | -------------------------------------- |
| Майк Майерс     | Уэйн Кэмпбел                           |
| Дана Карви      | Гарт Элгар                             |
| Тиа Каррере     | Кассандра Вонг                         |
| Кристофер Уокен | Бобби Кан                              |
| Кевин Поллак    | Джерри Сигел                           |
| Ральф Браун     | Дел Престон                            |
| Ким Бейсингер   | Хани Хорне                             |
| Джеймс Хонг     | Джефф Вонг, отец Кассандры             |
| Джим Дауни      | Джерри Сигел дублирование Джеффа Вонга |
| Крис Фарли      | Милтон, приятель Уэйна и Гарта         |
| Эд О’Нилл       | Глен                                   |
| Майкл А. Никлс  | Джим Моррисон                          |
| Ларри Селлерс   | Индеец                                 |
| Фрэнк Дилео     | Фрэнки «Мистер Здоровяк» Шарп          |
| Ли Тергесен     | Терри, друг Уэйна и Гарта              |
| Оливия Д’Або    | Бетти Джо                              |
| Дрю Бэрримор    | Бьерген Кьерген                        |
| Скотт Коффи     | металлист                              |
| Боб Оденкирк    | фанат на концерте                      |